# Titularbistum Mutugenna
Mutugenna ist ein Titularbistum der römisch-katholischen Kirche.
Die in Nordafrika gelegene Stadt war ein alter römischer Bischofssitz, der im 7. Jahrhundert mit der islamischen Expansion unterging. Er lag in der römischen Provinz Numidien.
| Titularbischöfe von Mutugenna |                               |                                                         |                   |                   |
| Nr.                           | Name                          | Amt                                                     | von               | bis               |
| 1                             | Thomas Joseph Mardaga         | Weihbischof in Baltimore (USA)                          | 9. Dezember 1966  | 9. März 1968      |
| 2                             | Philippe Lussier CSsR         | emeritierter Bischof von Saint Paul in Alberta (Kanada) | 17. August 1968   | 15. Dezember 1970 |
| 3                             | Mathias William Schmidt OSB   | Weihbischof in Jataí (Brasilien)                        | 10. Juni 1972     | 14. Mai 1976      |
| 4                             | Bernardino Rivera Álvarez OFM | Weihbischof in Potosí (Bolivien)                        | 22. November 1976 | 12. Juli 2010     |
| 5                             | Roberto Bordi OFM             | Weihbischof in El Beni o Beni (Bolivien)                | 6. November 2010  |                   |